# Каримов, Хуршед Хилолович
Хуршед Хилолович Каримов (10 декабря 1935 — 12 января 2014) — советский и таджикский учёный-биолог. Действительный член Академии Наук Таджикской ССР и Республики Таджикистан (1985).

## Биография
Родился в семье Хилола Каримова, известного педагога, автора первого таджикского советского букваря «Алифбо».
В 1958 г. окончил биологический факультет МГУ им. М. В. Ломоносова (1958).
С 1961 г. в Институте физиологии и биофизики растений (с 1996 г. Институт физиологии растений и генетики, с 1986 г. — директор). Доктор биологических наук (1974), профессор (1988),
- 1995—2000 гг. — академик-секретарь Отделения биолологических и медицинских наук,
- 2001—2012 гг. — вице-президент Академии наук Республики Таджикистан.
- с 2012 г. — заместитель председателя Счетной палаты Республики Таджикистан.

Автор более 300 научных публикаций. Основные направления исследований: физиология и биохимия растений, растениеводство.
Народный депутат СССР от Всесоюзного общества «Знание» (1989—1991).

## Награды и звания
- Медаль «За доблестный труд» (1970)
- Почетными грамотами Президиума Верховного Совета Таджикской ССР (1976, 1985),
- Заслуженный деятель науки и техники Республики Таджикистан (1996)
- Медаль «Нишони Фахри» АН Республики Таджикистан (2005)
- Государственная премии Республики Таджикистан имени Абуали ибн Сино в области науки и техники (2011)